# Zona Metropolitana del Valle de México

Mexiko-Stadt und Metropolregion

Die Zona Metropolitana del Valle de México, abgekürzt ZMVM, ist die Metropolregion rund um die mexikanische Hauptstadt Mexiko-Stadt (Ciudad de México). Neben der Hauptstadt mit 16 Verwaltungsbezirken umfasst sie 41 Agglomerationsgemeinden im Tal von Mexiko, wovon eine im Bundesstaat Hidalgo liegt, die restlichen im Bundesstaat México. Gemäß der 2010 erfolgten Volkszählung des mexikanischen Nationalinstituts für Statistik und Geografie INEGI leben in diesem Gebiet etwa 22 Millionen Einwohner, d. h. rund ein Fünftel der mexikanischen Bevölkerung. Nach Angaben der UNO aus dem Jahr 2012 handelt es sich um eine der meistbevölkerten Agglomerationen weltweit und von der Ausdehnung her um die zweitgrößte in Lateinamerika (7954 km²), flächenmäßig nur übertroffen von der doppelstaatlichen Metropolregion San Diego–Tijuana (12.496 km²).
Die Region leidet unter starken Umweltproblemen. Die Wasserversorgung der Bevölkerung ist durch Übernutzung von Grundwasser, Grundwasserabsenkung, die Gefahr von Hochwasser und einen Mangel an Kläranlagen gefährdet. Die Luftqualität wird durch Smog aufgrund häufiger Inversionswetterlagen beeinträchtigt. Zusätzliche Probleme ergeben sich aus der unübersichtlichen Verteilung der politischen Verantwortlichkeiten zwischen der landesweiten Bundesregierung, dem Bundesstaat México und den Verwaltungen der jeweiligen Municipios.

## Institutioneller Aufbau
16 Verwaltungsbezirke (Demarcaciones territoriales) von Mexiko-Stadt
- Azcapotzalco
- Álvaro Obregón
- Benito Juárez
- Coyoacán
- Cuajimalpa de Morelos
- Cuauhtémoc
- Gustavo A. Madero
- Iztacalco
- Iztapalapa
- La Magdalena Contreras
- Miguel Hidalgo
- Milpa Alta
- Tláhuac
- Tlalpan
- Venustiano Carranza
- Xochimilco

40 Municipios des Bundesstaates México
- Acolman
- Atenco
- Atizapán de Zaragoza
- Chalco
- Chiautla
- Chicoloapan
- Chiconcuac
- Chimalhuacán
- Coacalco de Berriozábal
- Cocotitlán
- Coyotepec
- Cuautitlán
- Cuautitlán Izcalli
- Ecatepec de Morelos
- Huehuetoca
- Huixquilucan
- Ixtapaluca
- Jaltenco
- La Paz
- Melchor Ocampo
- Naucalpan de Juárez
- Nextlalplan
- Nezahualcóyotl
- Nicolás Romero
- Papalotla
- San Martín de las Pirámides
- Tecámac
- Temamatla
- Teoloyucán
- Teotihuacán
- Tepetlixpa
- Tepotzotlán
- Texcoco de Mora
- Tezoyuca
- Tlamanalco
- Tlalnepantla
- Tultepec
- Tultitlán
- Valle del Chalco
- Zumpango

1 Municipio des Bundesstaates Hidalgo
- Tizayuca

## Zusätzliche Municipios und Regionen
Die folgenden 18 Municipios sind noch nicht vollständig in die allgemeine Stadtplanung von Mexiko-Stadt integriert, werden jedoch bei der Mehrzahl städtischer Projekte zur Verbesserung der Luft- und Wasserqualität berücksichtigt:
- Amecameca
- Apaxco
- Atlauta
- Axapusco
- Ayapango
- Ecatzingo
- Hueypoxtla
- Isidro Fabela
- Jilotzingo
- Juchitepec
- Nopaltepec
- Otumba
- Ozumba
- Temascalpa
- Tenango del Aire
- Tepetlixpa
- Tequixquiac
- Villa del Carbón

Zudem liegen die folgenden Planungsregionen (span. Región natural), die mit römischen Zahlen versehen sind und hauptsächlich statistischen Zwecken dienen, teilweise auf dem Gebiet der Metropolregion Mexiko-Stadt:
- Region Amecameca (Region I)
- Region Cuautitlan Izcalli (Region IV)
- Region Ecatepec (Region V)
- Region Naucalpan (Region VIII)
- Region Zumpango (Region XVI)